# イェスパー・ハンセン
イェスパー・ハンセン（Jesper Hansen、1985年3月31日 - ）は、デンマーク・スランゲルプ出身のプロサッカー選手。ポジションはGK。

## 経歴

### クラブ
FCノアシェランのアカデミー出身。2003年1月にトップチームに昇格し、5月に最初のプロ契約を結んだ。
レンタルで経験を積んだ後、2005年11月に復帰。その後も中々出番が得られなかったが、2008年3月に第一キーパーのキム・クリステンセンがIFKヨーテボリに移籍したことで新たにファーストチョイスに据えられた。そして同月のFCミッティラン戦でプロ入りから5シーズン目にして待望のリーグ戦デビューを果たした。
2015年8月、SCバスティアに移籍。
2016年6月、リンビーBKに移籍し母国復帰。

### 代表
ユース年代からデンマーク代表歴がある。
2011年11月、A代表初招集。スウェーデンとの親善試合に臨むメンバーに選ばれたが、出場はしなかった。12月にも翌年1月に開催されるタイツアー参加メンバーに選ばれたが、同様に出番はなかった。

## 代表歴
- デンマークU-16
- デンマークU-17
  - UEFA U-17欧州選手権2002
- Uデンマーク-18
- デンマークU-19
- デンマークU-20
- デンマークU-21
  - UEFA U-21欧州選手権2006

## タイトル
ノアシェラン
- デンマーク・スーペルリーガ: 2011-12
- デンマーク・カップ: 2009-10, 2010-11

ミッティラン
- デンマーク・スーペルリーガ: 2017-18, 2019-20
- デンマーク・カップ: 2018-19